# Stundenbuch des Johann ohne Furcht

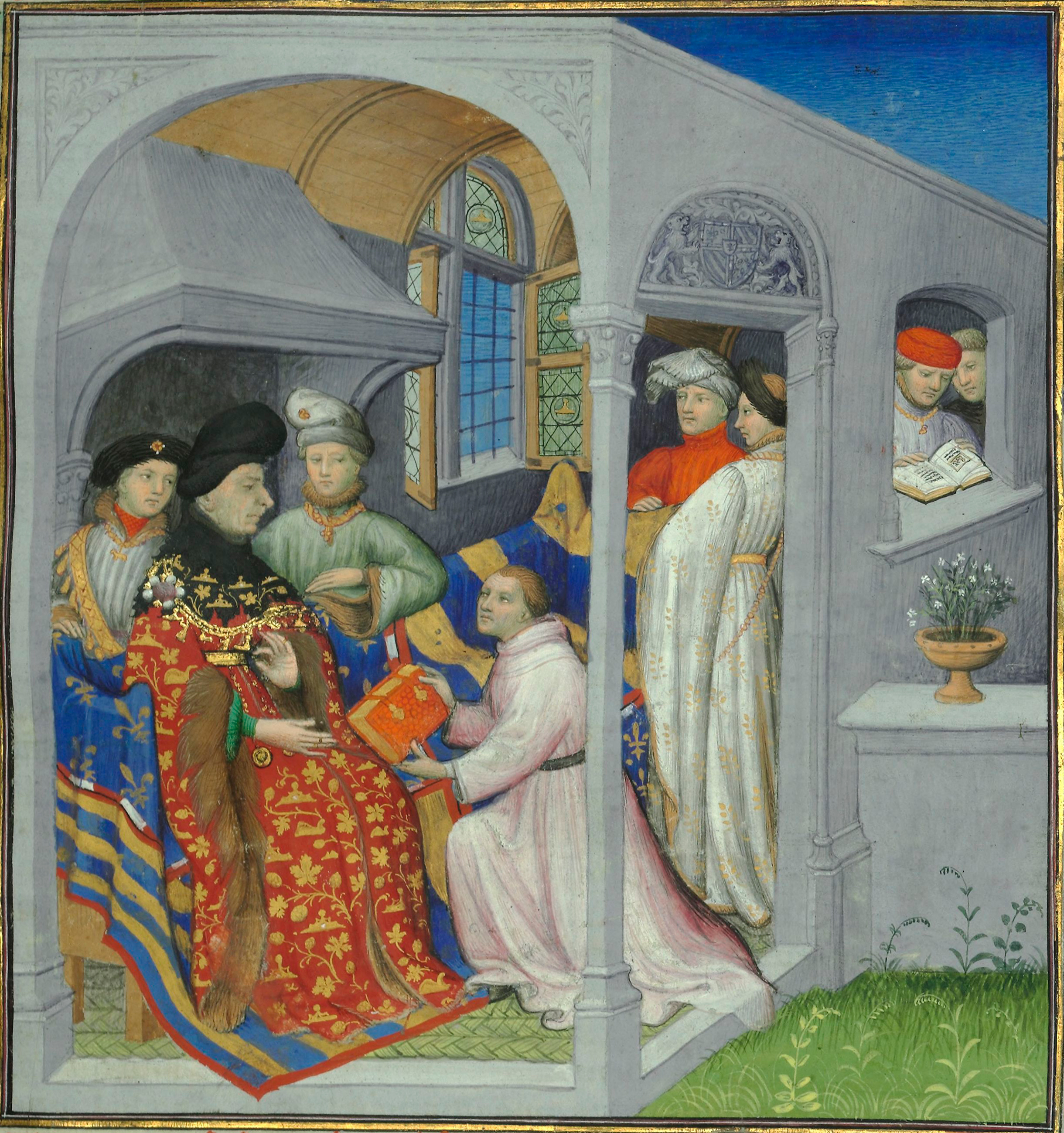
Johann und jüngere Brüder Anton und Philipp (rotes Gewand), Sohn Philipp und Schwiegersohn, der französische Prinz Ludwig (links)

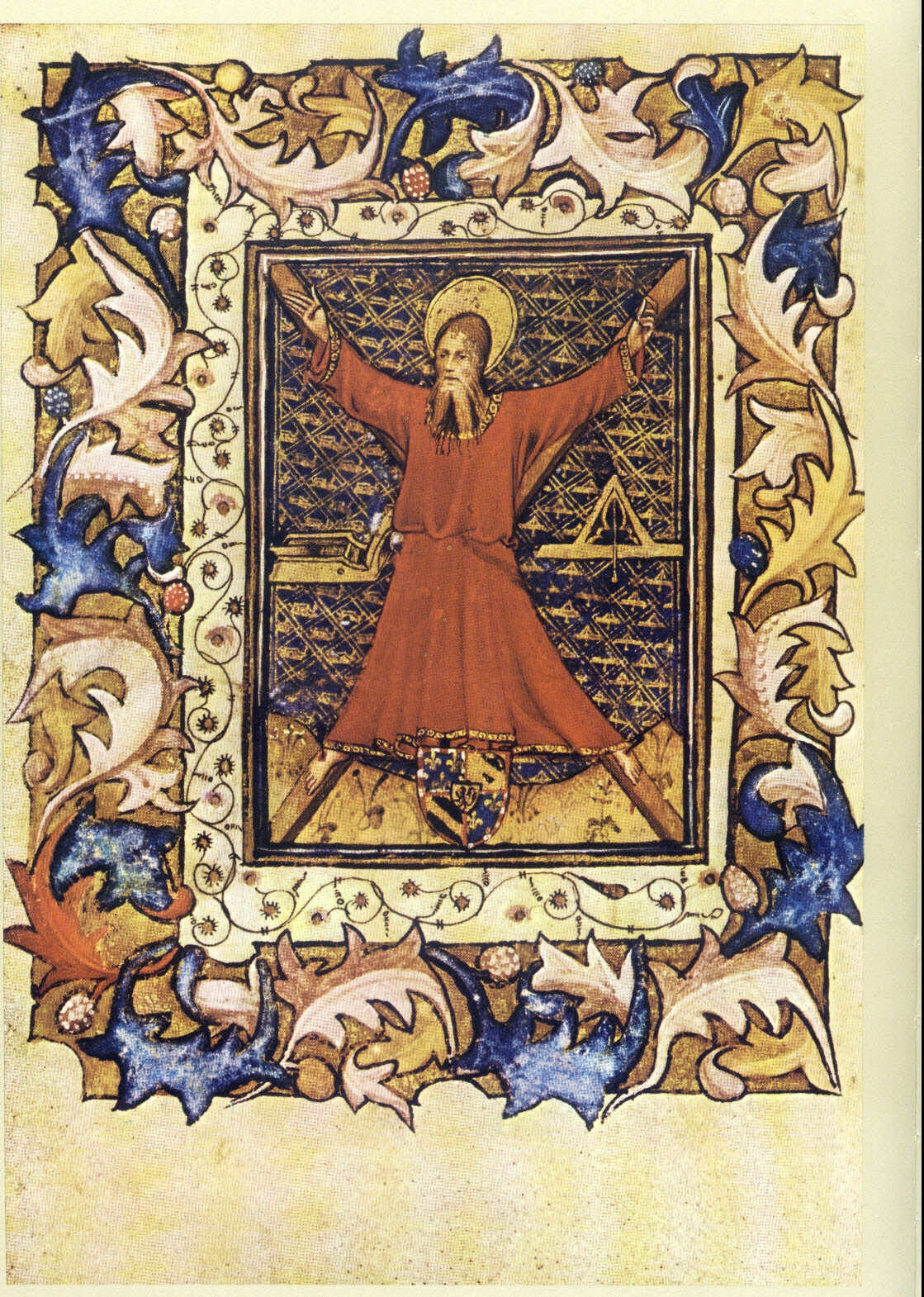
Apostel Andreas

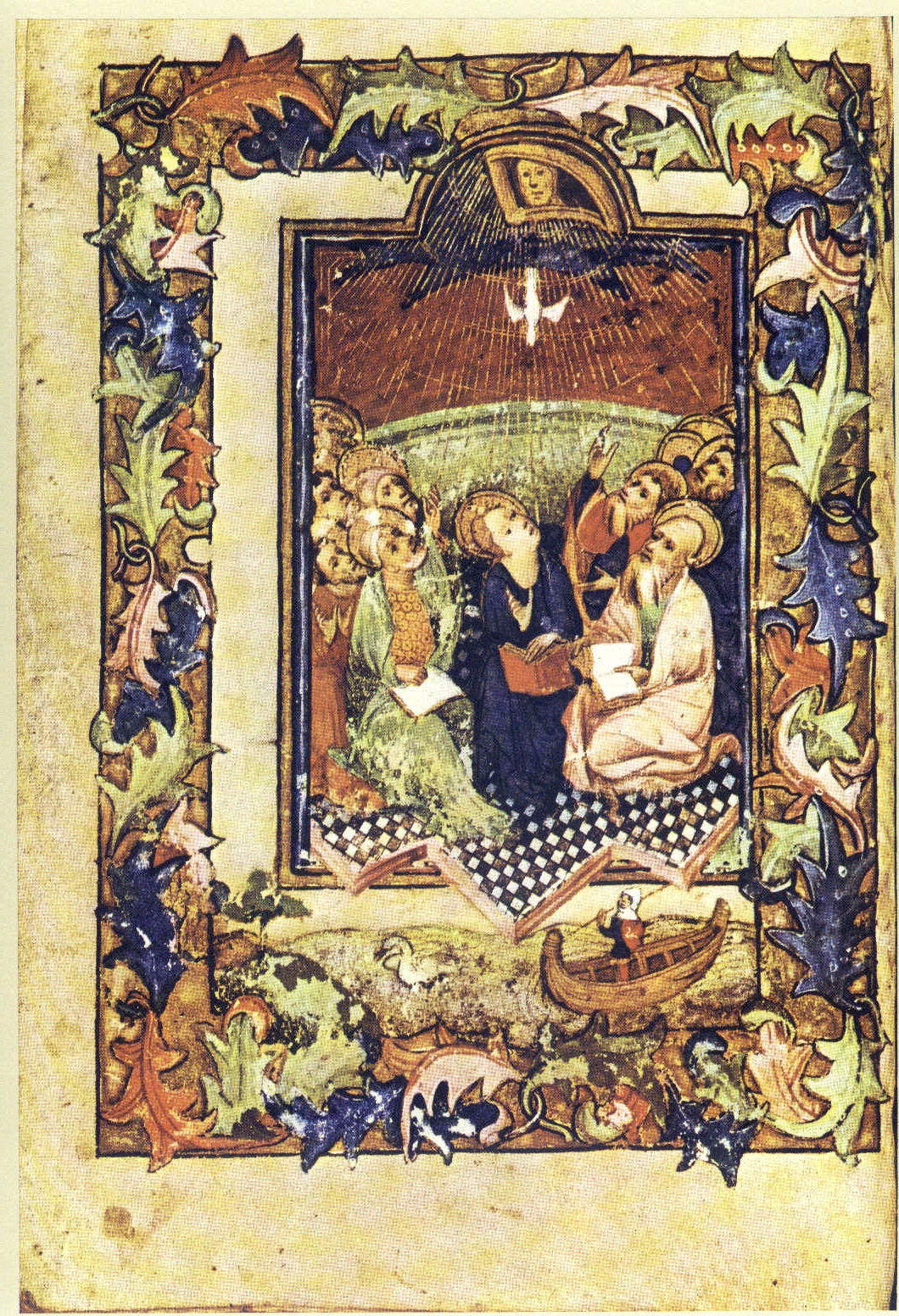
Pfingsten

Das Stundenbuch von Johann ohne Furcht, Herzog von Burgund war für einen Herrscher, der trotz seiner intensiven Beschäftigung mit Politik und Intrige Zeit und Lust daran fand, Musik, Künste und Bücher zu fördern. Seine schönste Handschrift war das für ihn und seine Frau, Margarete von Bayern, geschaffene Brevier (in der British Library), das er bei seinem Tod bei sich trug. Dieses, sein Stundenbuch ist ein relativ bescheidenes Exemplar, das die üblichen Elemente enthält und Pariser und flämischen Heiligen im Kalendarium die gleiche Bedeutung zumisst. In den Fürbittgebeten sind ungewöhnlich lange Anrufungen des hl. Leonhard enthalten. Die Gegenwart des hl. Leonhard kann auf eine irgendwann erlittene Gefangenschaft des Eigentümers hindeuten. Johann von Burgund (damals Graf von Nevers) wurde nach der Niederlage der französischen Kreuzfahrer 1397 in Nikopol in Ungarn zusammen mit seinen Kameraden Guy de la Trémoille und Marschall Jean de Boucicaut vom Sultan Bajazed gefangen genommen. Johanns Beiname geht auf seine Kühnheit während dieses entsetzlichen Kreuzzuges zurück. Alle drei Waffenkameraden kamen durch Zahlung eines großen Lösegeldes mit dem Leben davon.

## Beschreibung
Liturgie von Rom. Flandern, wahrscheinlich Gent, 1406–1415. 13,8 × 20,1 cm, 252ff.
12 Kalendarium-Illustrationen, 28 große Miniaturen mit rechtwinkeligen Efeublatt und Akanthusblatt-Bordüren.
Bibliothèque nationale, Paris, ms. lat. nouv. acq. 3055
Ein kleiner Schild des burgundischen Wappens unterhalb der Füße des hl. Andreas, in der obigen Abbildung, verweist auf Johann ohne Furcht als Besitzer dieses Stundenbuches. Andreas war der Schutzheilige von Burgund, und er ist hier umgeben von burgundischen Emblemen dargestellt. Tischlerhobel und Maurerkelle rechts und links des Heiligen (hier an das Kreuz genagelt und nicht, wie sonst üblich, gebunden) scheinen ungewöhnliche Embleme für einen Fürsten zu sein, wenn man die Umstände, unter denen sie aufgenommen wurden, nicht kennt.
Während der Periode bitterer Rivalität zwischen den Herzögen von Orléans und Burgund um den Einfluss auf den König Karl VI. und damit auf die Herrschaft Frankreichs hatte Ludwig von Orléans als Emblem zur Herausforderung einen knotigen Stock und den Wahlspruch „Je l’Enuie“ – „Ich fordere dich heraus“ gewählt. Johann von Burgund antwortete mit dem Hobel als Androhung, die Knoten vom Stock von Orléans abzuhobeln, und der Kelle, um seinen Rivalen zu demütigen und zu verderben, und dem flämischen Wahlspruch: „Ich houd –- Ich halte stand“.
In jener Zeit wurde persönlichen Erkennungszeichen und Wahlsprüchen große Bedeutung zugemessen, auch wenn wir dies heute für kindisch halten. Johann von Burgund war so stolz auf die Maurerkelle, dass er sie auf seine Roben sticken und kleine Modelle aus Silber und Gold zusammen mit goldenen Hobelspänen an seine Höflinge und Diener verschenkte, ein wahrhaft kostbares Geschenk. Der Hintergrund der Andreas-Miniatur ist mit dem gleichen Motiv übersät.
Die zweite Miniatur enthält einen persönlichen Bezug ganz anderer Art: Die Pfingstszene ist von einem schmalen, leeren Rahmen eingefasst, der vielleicht mit Absicht nicht auch mit dem spiralförmigen Muster mit kleinen Sonnen wie in der Andreas-Miniatur ausgefüllt wurde. Auf diese Weise kann der helle Grund am Fuß der Seite hinter dem in einem von einem Schwan gezogenen Boot stehenden bewaffneten Ritter als Himmel wirken. Was hat Lohengrin, Sohn von Parzival, in einem Stundenbuch zu suchen? Wo ist seine Braut, Elsa von Brabant? Die Antwort liegt in der eigenen Familie von Johann ohne Furcht.

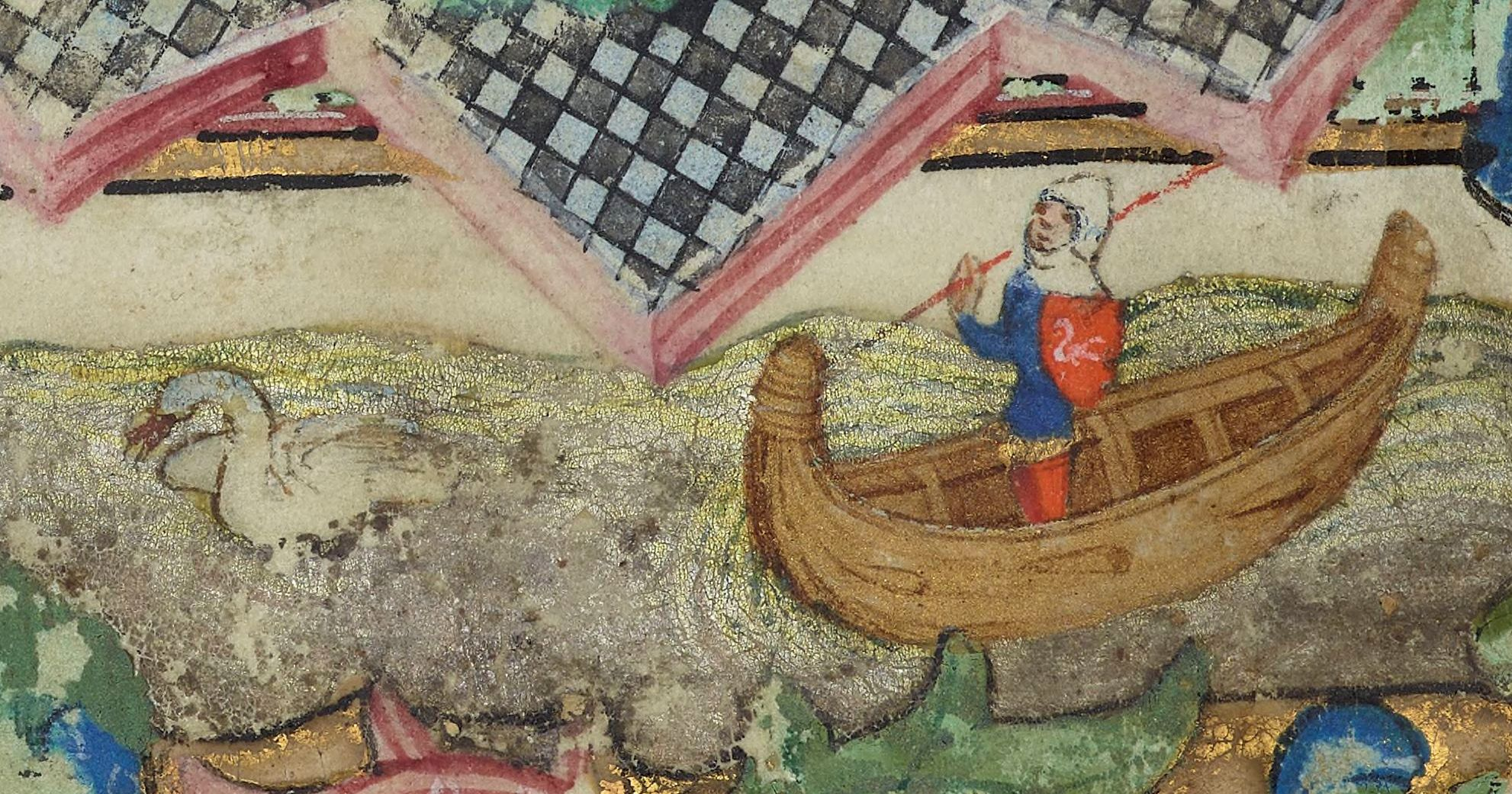
Der Schwanenritter (fol. 28v)

Im Oktober 1406 heiratete seine Tochter Marie Adolph II. de la Marck, Graf von Kleve. Die Herrscher von Kleve beriefen sich auf eine Abstammung vom legendären Ritter des Schwans aus den Rittersagen, dem Lohengrin. Da Marie zum Zeitpunkt ihrer Heirat mit einem Mann von etwa dreißig Jahren, der gerade Witwer geworden war, erst zwölf Jahre alt war, mag das Auftreten von Lohengrin im Gebetbuch ihres Vaters nicht nur eine Höflichkeitsgeste gegenüber ihrem zukünftigen Ehemann gewesen sein, sondern war dazu gedacht, ein kleines Mädchen zu erfreuen. Wegen Schwierigkeiten mit der Mitgift blieb Marie bis 1415 am Hof von Burgund und ihre Hochzeit damit lange aufgeschoben. Durch die Deutung des Bildes als Lohengrin lässt sich die Handschrift auf kurz nach 1406, vielleicht sogar 1415–1416 datieren, als Johann ohne Furcht seine Tochter schließlich dem Grafen von Kleve übergab.

## Ausführender Künstler
Die beiden Miniaturen stammen aus einer Werkstatt in Gent oder Malines, die eine Reihe von Stundenbüchern schuf, die von Dorothy Miner beschrieben werden: .. alle charakterisiert durch üppiges und kraftvolles Blattwerkornament, amüsante Drolerien und einen fähigen, dekorativen Malstil gekennzeichnet, der noch immer vorherrschend gotisch ist.